# Parul Chaudhary
Parul Chaudhary (* 15. April 1995 in Meerut, Uttar Pradesh) ist eine indische Leichtathletin, die sich auf den Langstrecken- und Hindernislauf spezialisiert hat. 2023 wurde sie Asienmeisterin über 3000 m Hindernis und siegte über 5000 Meter bei den Asienspielen.

## Sportliche Laufbahn
Erste internationale Erfahrungen sammelte Parul Chaudhary bei den Asienmeisterschaften 2017 in Bhubaneswar, bei denen sie in 10:22,99 min den vierten Platz im 3000-Meter-Hindernislauf belegte. Zwei Jahre darauf gewann sie bei den Asienmeisterschaften in Doha in 15:36,03 min die Bronzemedaille im 5000-Meter-Lauf hinter den beiden Bahrainerinnen Winfred Mutile Yavi und Bontu Rebitu und wurde im Hindernislauf in 10:03,43 min Fünfte. Anfang Dezember gewann sie bei den Südasienspielen in Kathmandu in 16:57,49 min die Silbermedaille über 5000 Meter hinter U. K. Nilani Rathnayaka aus Sri Lanka. 2020 siegte sie in 1:15:37 h beim Mumbai-Halbmarathon und 2022 startete sie über 5000 Meter bei den Weltmeisterschaften in Eugene und verpasste dort mit 15:54,03 min den Finaleinzug. Zudem schied sie im Hindernislauf mit 9:38,06 min ebenfalls im Vorlauf aus. Bei den Crosslauf-Weltmeisterschaften 2023 in Bathurst gelangte sie mit 35:39 min auf Rang 20 im Einzelrennen. Im Juli siegte sie in 9:38,76 min im Hindernislauf bei den Asienmeisterschaften in Bangkok und sicherte sich über 5000 Meter in 15:52,35 min die Silbermedaille hinter der Japanerin Yuma Yamamoto. Im August belegte sie bei den Weltmeisterschaften in Budapest mit 9:15,31 min im Finale den elften Platz. Im Oktober gewann sie bei den Asienspielen in Hangzhou in 9:27,63 min die Silbermedaille hinter der Bahrainerin Winfred Mutile Yavi und siegte in 15:14,75 min über 5000 Meter. Im Jahr darauf verpasste sie bei den Olympischen Sommerspielen in Paris mit 15:10,68 min den Finaleinzug über 5000 Meter und schied auch im Hindernislauf mit 9:23,39 min in der Vorrunde aus.
2025 gewann sie bei den Asienmeisterschaften in Gumi mit neuem Landesrekord von 9:12,46 min die Silbermedaille über 3000 m Hinderni hinter der Kasachin Norah Jeruto und musste sich am Tag darauf in 15:15,33 min über 5000 Meter ebenfalls nur Jeruto geschlagen geben.
In den Jahren 2019 und 2021 wurde Chaudhary indische Meisterin im 5000-Meter-Lauf sowie von 2021 bis 2024 über 3000 m Hindernis.

## Persönliche Bestleistungen
- 3000 Meter: 8:57,19 min, 2. Juli 2022 in Los Angeles (indischer Rekord)
- 5000 Meter: 15:10,35 min, 6. Mai 2023 in Walnut (indischer Rekord)
- 10.000 Meter: 32:02,08 min, 16. März 2024 in San Juan Capistrano
- Halbmarathon: 1:12:18 h, 29. November 2020 in Neu-Delhi
- 2000 m Hindernis: 6:14,38 min, 1. September 2024 in Berlin
- 3000 m Hindernislauf: 9:12,46 min, 30. Mai 2025 in Gumi (indischer Rekord)